# ألكسندر كويري
ألكسندر كويري (Alexandre Koyré)، ولد في روسيا سنة 1892 وتوفي في فرنسا سنة 1964، مؤرخ فرنسي من أصل روسي يهتم بالفلسفة والعلوم، تتلمذ في الرياضيات على هلبرت (1862 - 1943) وفي الفلسفة والمنطق على هوسلو (1859 - 1839). خدم في الجيش الفرنسي طوال سنوات الحرب العالمية الأولى. استأنف الدراسة إثر تسريحه من الجيش وحصل سنة 1922 على دبلوم الدراسات العليا وذلك ببحث بعنوان «فكرة الله والبراهين على وجوده لدى ديكارت». ثم حصل إثرها أي سنة 1923 على دكتوراه الجامعة من السربون بعنوان: «فكرة الله في فلسفة القديس انسلم». ومن مؤلفاته العلمية والفلسفية «مقدمة إلى قراءة أفلاطون» (1944 - 1945)، «دراسات في تاريخ الفكر الفلسفي» (1916)، «دراسات نيوتنية» (1968) «دراسات في تاريخ الفكر العلمي» (1973)، «دراسات غاليلية» (1986).

## روابط خارجية
- ألكسندر كويري على موقع ميوزك برينز (الإنجليزية)